# Reimund Hess
Reimund Hess (* 1935 in Neustrelitz) ist ein deutscher Komponist, Musikwissenschaftler und Musikredakteur.  Er komponierte – oft zusammen mit seiner Frau, der Textdichterin Veronika Krayer – vor allem zahlreiche Werke des Sacropop.

## Leben

### Ausbildung
Hess absolvierte an der Johannes-Gutenberg-Universität Mainz ein Studium der Schulmusik, Anglistik/Amerikanistik und Philosophie für das Lehramt an Gymnasien. In Musikwissenschaft wurde er ebenda zum Dr. phil. promoviert.

### Berufliche Stationen
Nach kurzer Tätigkeit im Schuldienst wandte sich Hess dem Rundfunk zu. Er begann seine Laufbahn 1964 als Musikredakteur beim Hessischen Rundfunk (HR), wechselte aber schon 1965 als Musikproduzent und Abteilungsleiter zum Saarländischen Rundfunk (SR). Von 1978 bis zur Erreichung des Ruhestands war er schließlich Hauptabteilungsleiter Musik mit Schwerpunkt Popularmusik beim Südwestfunk/Südwestrundfunk (SWF/SWR) in Baden-Baden und zugleich Fachdelegierter der ARD bei der Union europäischer Rundfunkanstalten (EBU/UER). Er verfasste Fachbeiträge für Printmedien, hatte Lehraufträge und hielt Gastvorlesungen an einer Reihe deutscher Hochschulen und Universitäten. Seit Eintritt in den Ruhestand widmet er sich schwerpunktmäßig der Tätigkeit als Komponist und Arrangeur.

### Komponist und Musiker
Hess veröffentlichte etwa 500 eigene Kompositionen und Arrangements schwerpunktmäßig in den Genres Popmusik, Instrumentalmusik, weltliche und geistliche Chormusik. Er verantwortete zahlreiche Musikproduktionen als Chor- und Orchesterleiter, Pianist und Bandleader in Hörfunk und Fernsehen und publizierte mehr als 20 LPs/CDs.
Hess verfügt über langjährige Erfahrung als Kirchenmusiker und ist Mitglied des diözesanen Arbeitskreises Kontrapunkt für Neues Geistliches Lied im Bistum Mainz. Seit 1977 (Zusammenarbeit mit Winfried Heurich) und verstärkt ab 1995 schrieb er zahlreiche Arrangements Neuer Geistlicher Lieder u. a. für die Bistümer Limburg und Mainz sowie eigene Lieder und größer angelegte Kompositionen, darunter viele für den Strube-Verlag.

## Werke (Auswahl)
- Kinder-Musical Die Dampflok-Story (Text: James Krüss).
- Jenseits der Worte, Instrumentals für Gottesdienste und andere Anlässe.
- Auf Spurensuche, Neue Geistliche Lieder und Texte für die zwölf Monate des Jahres (Text: Birgitta Stumböck).
- Jesus, gib uns Menschen deinen Frieden, Contemporary Gospel für Chor und/oder Gemeinde, Überchor, Klavier, Rhythmus und Bläser ad lib (Text: Veronika Krayer).
- Weihnachten 21, Oratorium für Solisten, Moderation, Chor, Band und Bläser (Text: Christian Pfarr).
- Messe des Friedens für Chor, Gemeinde ad lib., Band und Bläser (Text: Veronika Krayer).